# Vumserne og juleforberedelser
Vumserne og juleforberedelser, officiel titel: Børnenes Julekalender, er en julekalender på DR fra 1975 med Jytte Abildstrøm og Hans Christian Ægidius i de to roller som frøken Gyldenfod og hr. Vimmelstrup. Historiens ramme er frøken Gyldenfods dagligstue, hvor hun hver dag får besøg af hr. Vimmelstrup, hvor parret leger små lege og laver sjov med hinanden. Således kan Vimmelstrup aldrig huske Gyldenfods navn, men prøver med forskellige variationer, hvilket får hende til på samme måde at lege med Vimmelstrups navn. Der var et par faste indslag i løbet af programmet: Frøken Gyldenfod læste op af "Moders bog" om juleforberedelser, samt en stop motion-film med 'Vumserne'.
Jytte Hauch-Fausbøll havde skrevet manuskriptet, og musikken og tilrettelæggelsen var lavet af Hans-Henrik Ley. Den tilhørende pap-julekalender viste et tegnet billede af frøken Gyldenfods dagligstue. Kalenderudsendelserne blev ikke specielt vel modtaget, idet en række kritikere mente, at seriens humor gik over hovedet på de yngste seere, som den faktisk var henvendt til.